# 陳淑靜
陳淑靜（1932年4月17日—2023年8月14日），台灣臺北市大同區大稻埕人，在台中市建立惠明盲校。

## 生平

### 踏入社福
陳淑靜出生在大稻埕，家族經營南北貨及海產買賣，在家中九個兄弟姐妹中排行第三。
1953年，陳淑靜從純德女子中學附設音樂專科畢業。她原本打算赴加拿大學鋼琴、聲樂，後因經濟問題放棄，改至光音育幼院擔任高甘霖院長的祕書。1956年，美國的基督教兒童基金會在台北市創設盲童之家。陳淑靜原先不聽高甘霖建議去盲童之家當院長，後在高甘霖藉邀請觀看溜冰團的名義並順道參觀盲童之家後，她就自願答應去盲童之家。之後，她前往美國留學取得特殊教育學位，在布拉夫頓大學與柏金斯啟明學校進修。

### 建立惠明盲校

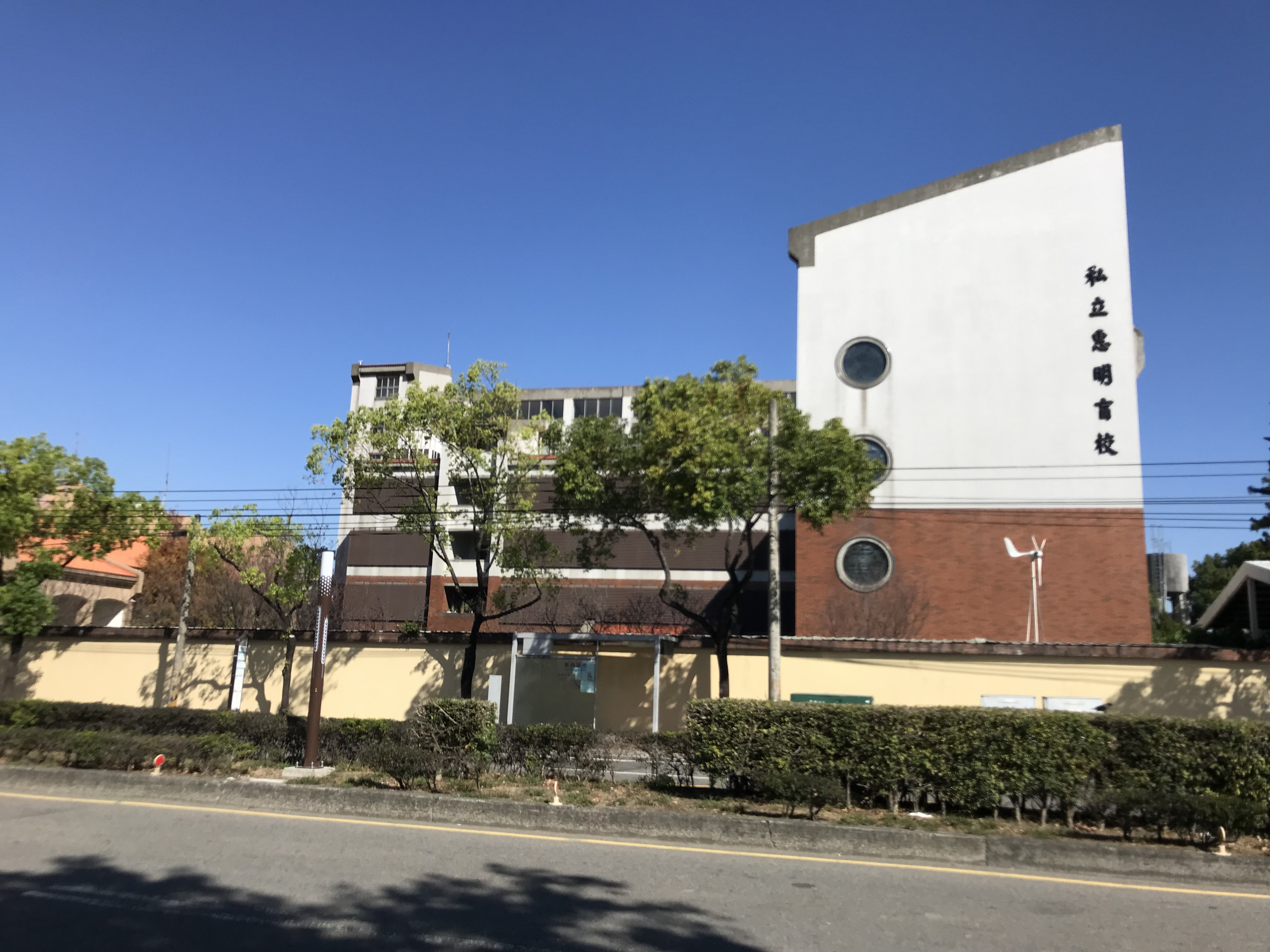
惠明盲校

陳淑靜在台北盲童之家服務期間，她認為盲、聾生同在一處不利教育，在向台灣教育部社教司爭取未果後，轉向美國的兒童福利基金會爭取經費，1961年遷往來南臺灣、北臺灣方便的台中。陳淑靜回憶早年經費不足，為避免盲生吃地瓜稀飯吃膩厭煩，就在食物加入老蘿蔔乾切片，並對盲童假稱這是螺肉。初期，陳淑靜只管理30名盲生。學校因與駐臺美軍基地位置相近，兩方常有互動，而能獲美方幫助。1968年到1970年間，就有美國空軍上尉鮑爾斯妻子常來幫忙柯燕姬等盲生。
1968年10月1日，盲校協調由西德基督教惠明盲人福利會接辦，更名為「私立惠明學校」，續聘陳淑靜為校長兼院長。次年11月23日，陳淑靜因社會服務，由王雲五頒贈中華民國十大傑出女青年。
1972年，惠明盲校獲省府核准立案為特殊學校。學校在陳淑靜的主政下，將盲童的教育課程分級教導至初高中程度，同時輔以照料生活起居的訓練、以及技藝傳授，直到20歲離校。當地人形容陳淑靜作事像「十輪大卡車」般精力充沛。1973年11月12日，陳淑靜、姚卓英、何彥昭、潘肇英、林玉崑獲教育部長蔣彥士表揚。1974年11月16日，陳淑靜、曾文雄、姚卓英、陳五福、胡石清、趙銘芹獲內政部長林金生表揚。
陳淑靜身為基督徒會以「真正的基督徒，要去做別人不肯做的事情」自許，而不願結婚，以免她無法繼續為盲教育奉獻。直到1978年，46歲的陳淑靜與大她21歲的內科醫師林肇基結婚，撫養丈夫已逝前妻的7名子女。

### 米糠油中毒
1978年6月後，惠明盲校的美國資助中斷，僅剩西德惠明盲人福利會每月補助新台幣18萬元，無法應付一年600萬元的支出。該年，省社會處編列預算補助惠明盲校，但31名教師中，只有13名能編制在大雅國中、三和國小下而能獲薪水補助。為節省開銷，1979年採購米糠油給惠明師生食用，因此爆發米糠油中毒事件，師生74人受害、7名師生死亡。經由高信義調查，才知道是因多氯聯苯。大成沙拉油董事長得知後，就長期免費供應食用油給惠明盲校。

### 退休
陳淑靜於65歲從惠明盲校退休，轉任執行長。她在假日時會讓無法返家的盲童感受溫暖，會請惠明盲校長賴弘毅載盲童來她家照顧、吃飯，並親自為他們洗滌更衣、修補衣服。
1999年12月21日，教育部頒贈陳淑靜三等文化獎章。
退休後，陳淑靜依然以執行長身分為惠明盲校四處募款，但2009年遭詐騙集團假冒司法機關騙走新台幣800多萬元。76歲，陳淑靜接任惠明董事長，84歲升惠明榮譽董事長。
到2015年時，陳淑靜依然受多氯聯苯而病痛纏身。2023年8月14日，陳淑靜以91歲去世。9月8日，陳淑靜因建立惠明盲校、組織多氯聯苯受害者聯誼會等貢獻，獲總統府頒褒揚令。